# Дорадо (Пуерто-Рико)
Дорадо (ісп. Dorado, МФА: [doˈɾaðo]) — муніципалітет Пуерто-Рико, острівної території у складі США. Заснований 1842 року.

## Географія
Дорадо розташований у північній частині острову Пуерто-Рико.
Площа суходолу муніципалітету складає 60 км² (69-е місце за цим показником серед 78 муніципалітетів Пуерто-Рико).

## Демографія
Станом на 2010 рік на території муніципалітету мешкало 38 165 ос.
Динаміка чисельності населення:

## Населені пункти
Найбільші населені пункти муніципалітету Дорадо:
| Населений пункт | Статус | Населення :   | Населення :   | Населення :   |
| Населений пункт | Статус | на 01.04.1990 | на 01.04.2000 | на 01.04.2010 |
| --------------- | ------ | ------------- | ------------- | ------------- |
| Дорадо          | Місто  | 12 003        | 12 747        | 13 258        |
| Ріо-Лахас       | Селище | 2 268         | 2 349         | 2 373         |
| Сан-Антоніо     | Селище | 5 875         | 6 456         | 7 574         |